# Punakha Dzong
El Punakha Dzong és un monestir budista a Punakha construït per Zhabdrung Ngawang Namgyal entre 1637 i 1638. És la casa d'hivern del Cos de Monjos Central de Bhutan dirigit pel Je Khenpo.
El 1907, Punakha Dzong era el lloc de la coronació d'Ugyen Wangchuck (o Deb Nagpo) com el primer rei de Bhutan. Tres anys més tard, s'hi va signar un tractat pel qual els britànics acceptaven no interferir en afers interns bhutanesos i Bhutan permetia a la Gran Bretanya dirigir els seus afers exteriors.
El 1987, el dzong fou parcialment destruït pel foc.
A causa de la seva localització al conflent dels rius Pho Chhu i Mo Chhu a la vall Punakha-Wangdue, el monestir és vulnerable a les riuades provocades pels llacs glacials. Segons un informe recent, les inundacions hi han tingut lloc els anys 1957, 1960 i 1994.
- https://web.archive.org/web/20130604173629/http://www.bhutan2008.bt/en/node/359